# Liebenfels
Liebenfels osztrák mezőváros Karintia Sankt Veit an der Glan-i járásában. 2016 januárjában 3286 lakosa volt.

## Elhelyezkedése

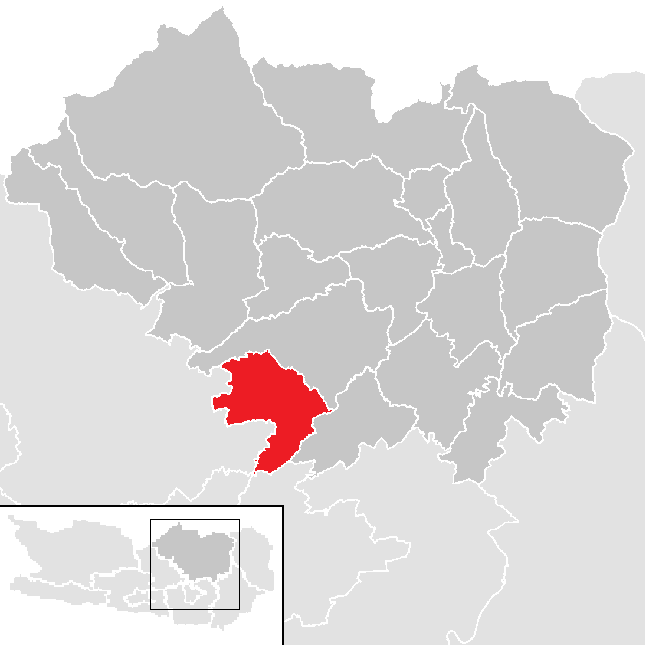
Liebenfels a Sankt Veit-i járásban

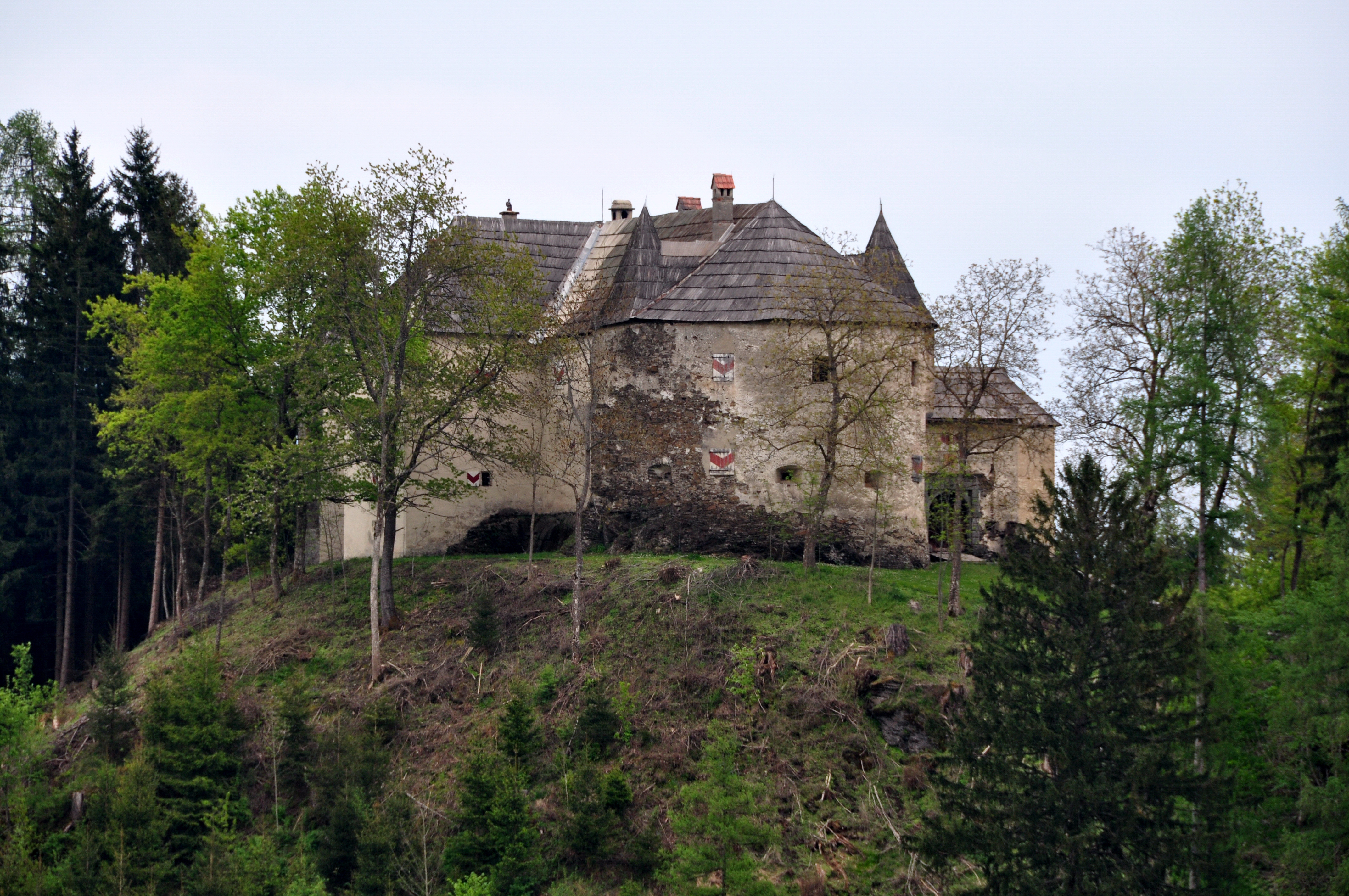
Hohenstein vára

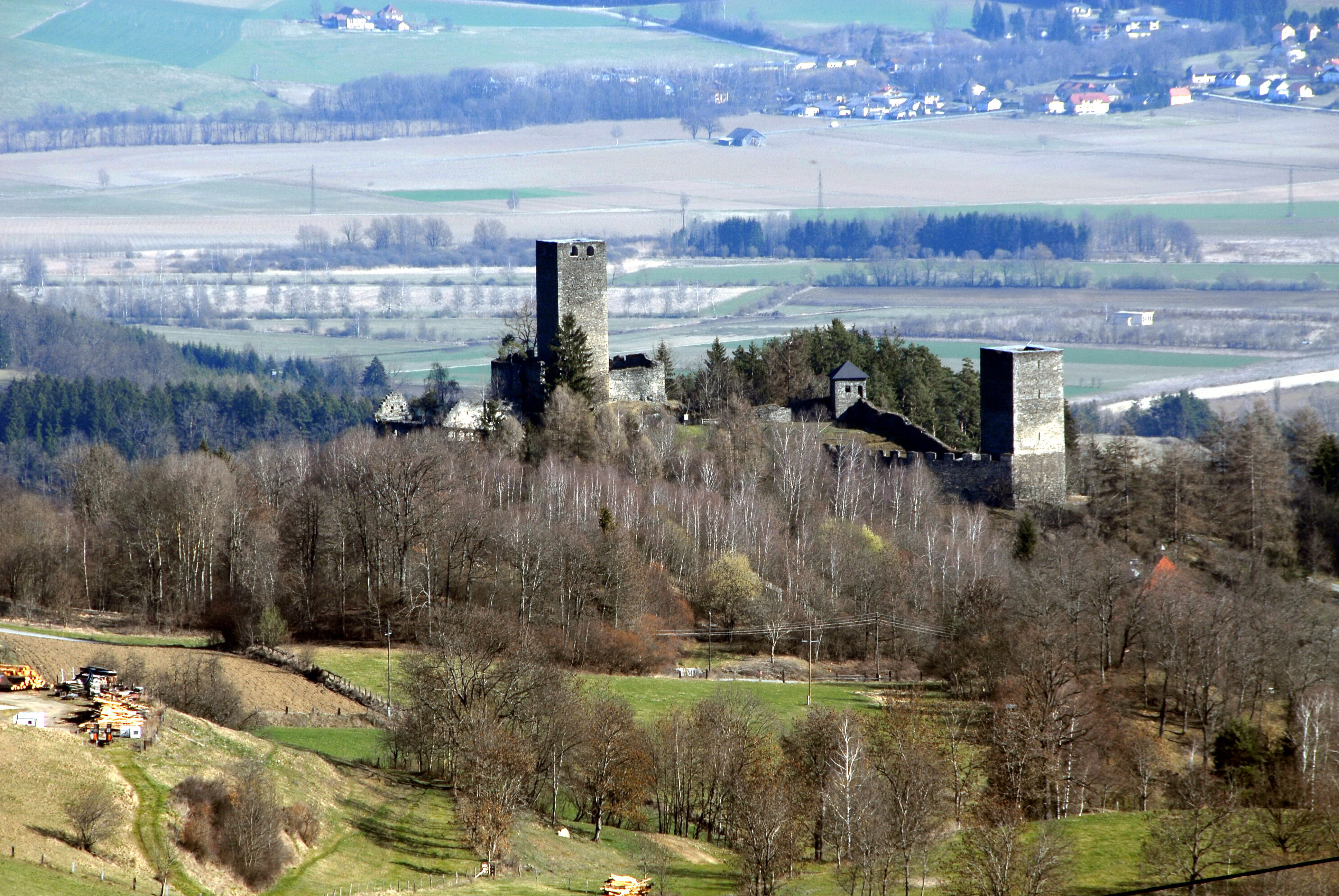
A liebenfelsi várrom

Liebenfels Karintia középső részén fekszik, közvetlenül északra a tartományi főváros Klagenfurttól. Legmagasabb pontja az 1338 méteres Schneebauerberg, a legalacsonyabb a 477 méteren fekvő és a Gurkba (a Dráva mellékfolyójába) ömlő Glan folyó. Az önkormányzat 11 katasztrális községben 48 falut és településrészt fog össze, amelyek lakossága 0 (Bärndorf) és 723 (Liebenfels) között változik.
A környező települések: északra Frauenstein, keletre Sankt Veit an der Glan, délre Klagenfurt, délnyugatra Glanegg, nyugatra Sankt Urban.

## Története
A település területe már az újkőkorban is lakott volt, erről tanúskodnak a régészek által talált kőbalták és cserépedények.
A hohensteini várhegyen a római időkből származó, a kelta Noreia istennőnek szentelt áldozóhelyet találtak.
Glantschach templomát 958/991-ben említik először, Liebenfels várát pedig 1333-ban. A kora újkorban sok más karintiai régióhoz hasonlóan a gazdaság fontos ágává vált a vasfeldolgozás.
Az önkormányzat 1958-ban jött létre Hardegg, Liemberg és Pulst községek egyesülésével. 1973-ban Sörgöt is hozzácsatolták.

## Lakosság
A liebenfelsi önkormányzat területén 2016 januárjában 3286 fő élt, ami gyakorlatilag nem jelent változást a 2001-es 3274 lakoshoz képest. Akkor a helybeliek 96,3%-a volt osztrák, 1,4% pedig német állampolgár. 88%-uk katolikusnak, 4,5% evangélikusnak, 1,2% muszlimnak, 4,3% pedig felekezeten kívülinek vallotta magát.

## Látnivalók
- Liebenfels várának romjai
- Hardegg várának romjai
- Liemberg várának romjai
- Gradenegg várának romjai
- Rosenbichl-kastély
- Hohenstein vára
- Liemberg vára
- Szt. Miklós-templon Gradeneggben
- Liemberg temploma
- Glantschach temploma

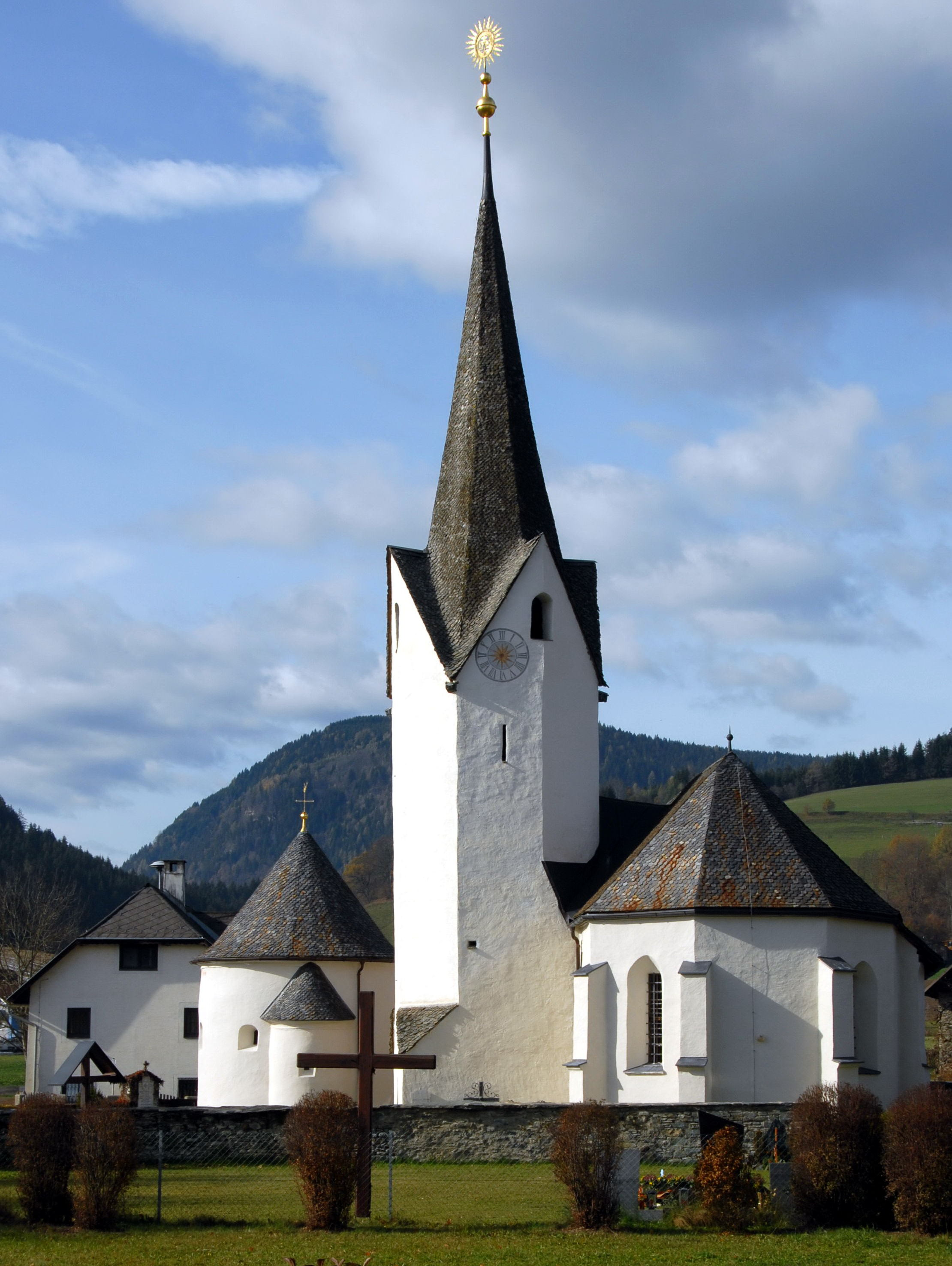
Glantschach temploma

- Haidensee-Hardegg természetvédelmi terület
- Zmulni-tó

## Fordítás
- Ez a szócikk részben vagy egészben  a   Liebenfels című német Wikipédia-szócikk ezen változatának fordításán alapul.  Az eredeti cikk szerkesztőit annak laptörténete sorolja fel. Ez a jelzés csupán a megfogalmazás eredetét és a szerzői jogokat jelzi, nem szolgál a cikkben szereplő információk forrásmegjelöléseként.